# カオグロサバクヒタキ

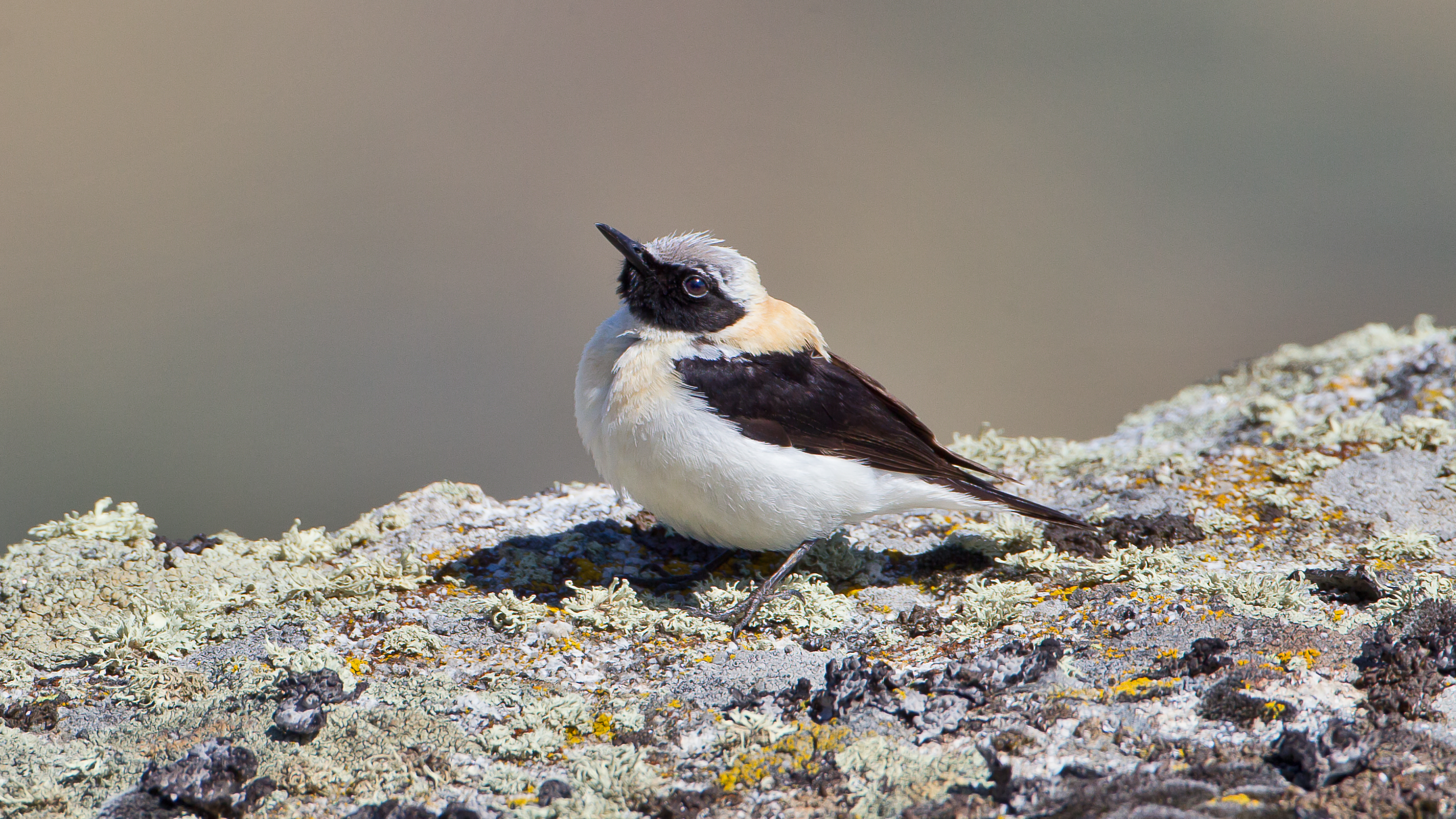
Oenanthe hispanica

カオグロサバクヒタキ（学名：Oenanthe hispanica）は、ヒタキ科に属するスズメ目鳥の一種である。オリヴィエ・メシアンは、鳥のカタログの中で、その名を冠したこの鳥に作品を捧げた。

## 概要
非常に局地的だが、見分けるのは簡単な種である。夏羽は上が白または黄褐色、耳と翼は黒で、喉は表現型に応じて黒または白である。また、岩の中で活発に狩りをし、昆虫を食べる。
飛行中にも発せられるその強力な鳴き声は、甲高い音とさえずりが交互に繰り返されることで生じる。

## 繁殖

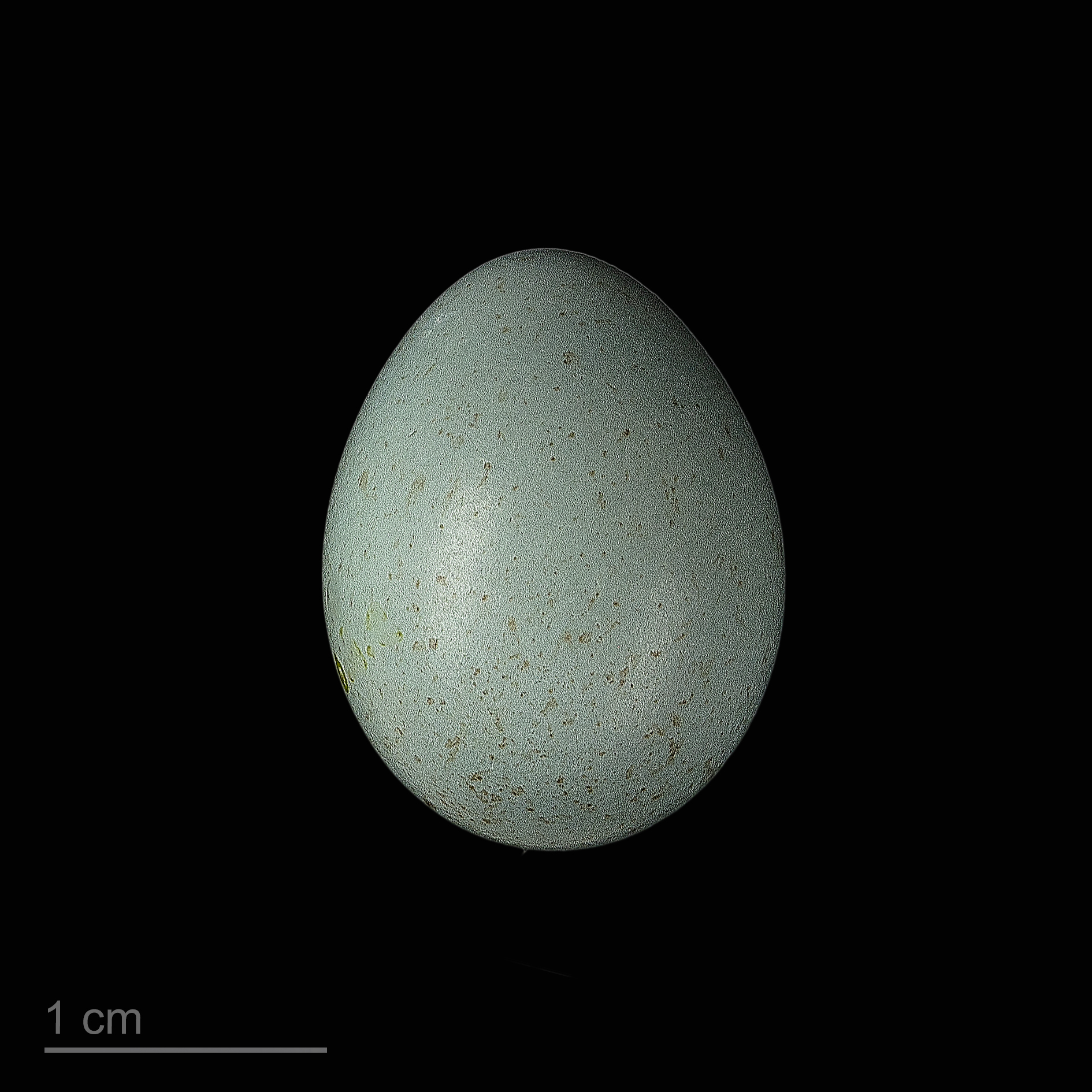
カオグロサバクヒタキの卵 - トゥールーズ博物館

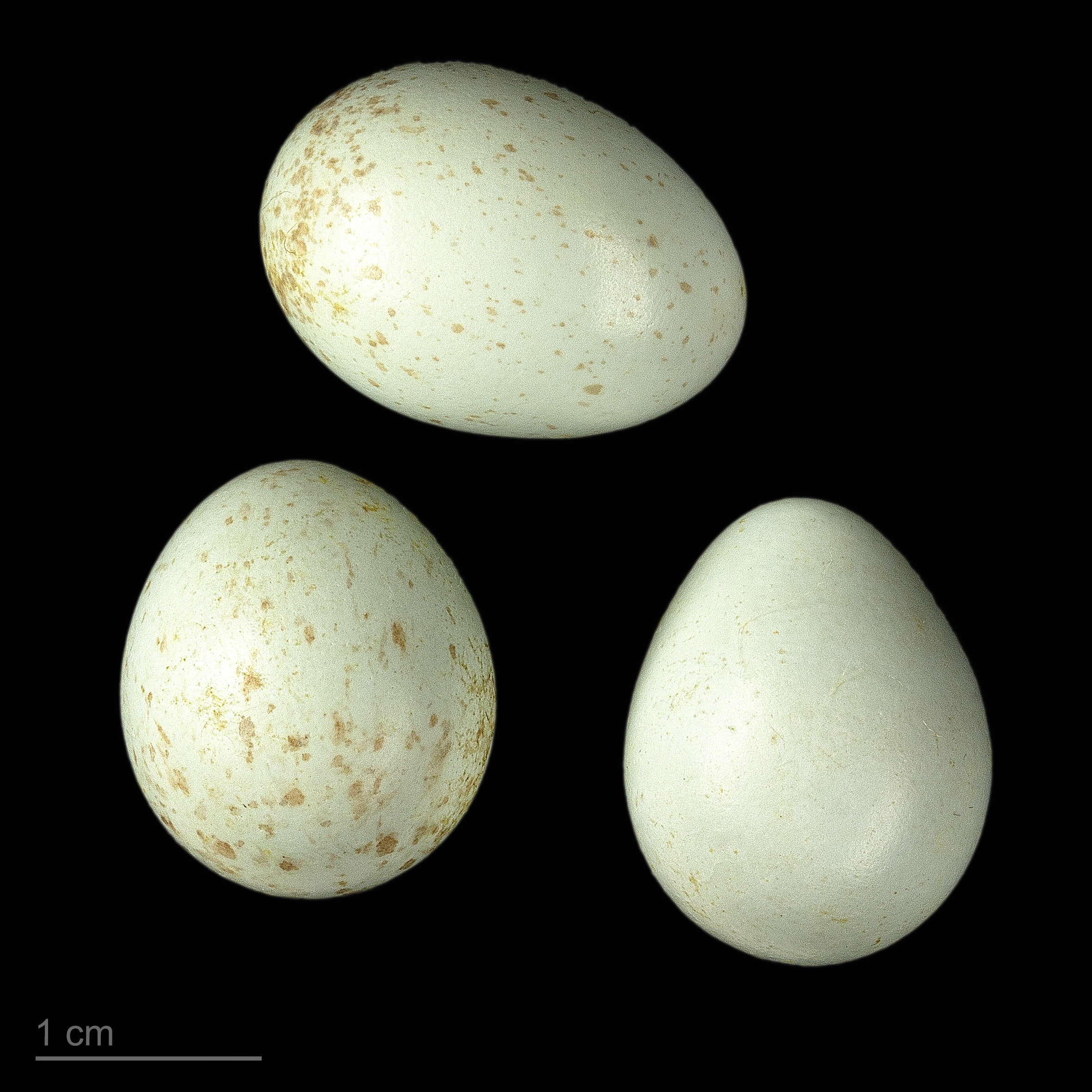
カオグロサバクヒタキの卵 - トゥールーズ博物館

5月に植物、羊毛、羽毛を使って壁や岩の穴、地面や岩の下に巣を作る。メスは、赤茶色の斑点のある青緑色の卵を3〜6個産み、2週間かけて（雛の巣内滞在期間とも一致する）孵化させる。原則として、年に1度産卵が行われるが、条件が良好な場合や最初の産卵が失敗した場合は2度になる場合もある。

## 分布
カオグロサバクヒタキの分布域は、スペインから北アフリカまで広がり、イタリア、ギリシャ、旧ユーゴスラビア、トルコ、アナトリア半島を経由する。この渡り鳥はアフリカで冬を越す。フランスでは、夏の訪問者であり、3月下旬から10月にかけて見られるが、個体数が減少傾向にある。

## 生息地

石の多い日当たりの良い場所を好み、ほとんどの場合、放棄された採石場やテラスに配置されたブドウ畑に生息している。海抜1000メートルまで営巣する。

## 営巣
4～5個の卵で1～2回の産卵、4月から6月にかけて巣は草で穴の中や岩の塊の下、または茂みの根元に作られる。

## 系統
この種は、1758年にスウェーデンの博物学者カール・フォン・リンネによって、最初の名前 Motacilla hispanica で記載された。